# 高等科学技術学院
高等科学技術学院（こうとうかがくぎじゅつがくいん、フランス語: Institut polytechnique des sciences avancées）は、フランスの理工系エリート養成のための高等教育機関（ポリテクニック）であり、グランゼコールのひとつ。1961年開校で航空工学および宇宙工学を専門とする。施設はイヴリー＝シュル＝セーヌとトゥールーズに位置している。
1998年からIONIS教育グループに加盟している。

## 著名な出身者
- エリック・ブーリエ